# Розрахункова схема

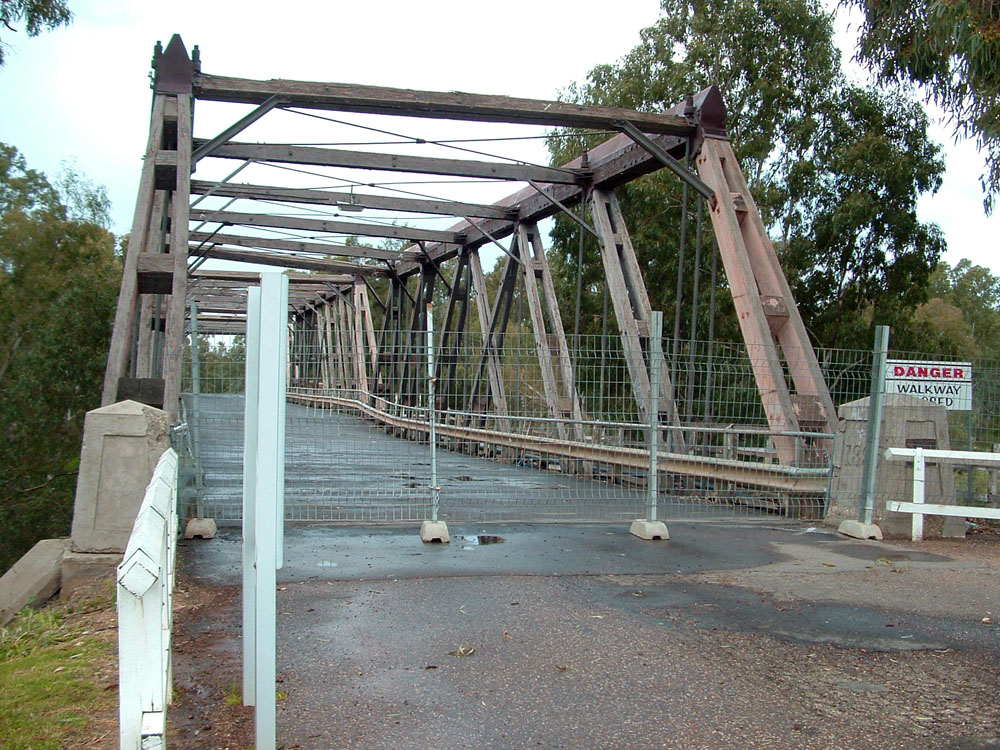
Міст з прогонами фермової конструкції

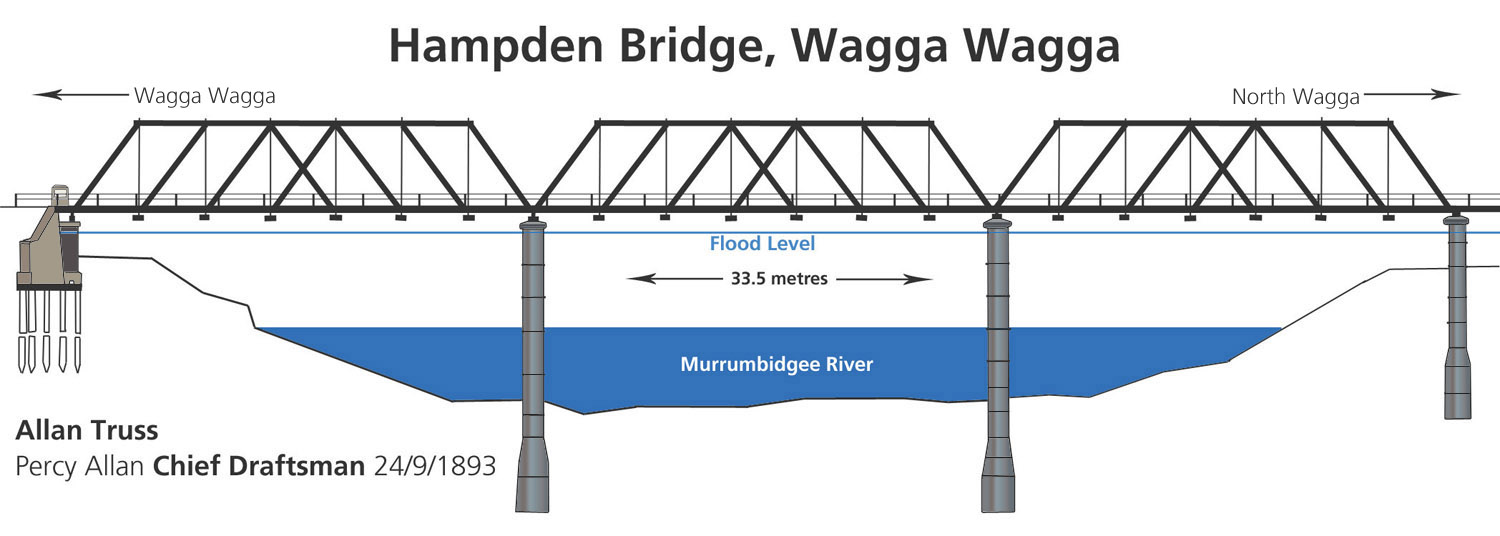
Рохрахункова схема моста з прогонами фермової конструкції

Розрахунко́ва схе́ма — об'єкт розрахунку, представлений у такому вигляді, коли збережено всі істотні особливості об'єкта відносно мети розрахунку. Тобто це спрощене (умовне) зображення споруди (чи основи споруди), системи конструкцій або механізму, прийняте для їх розрахунку.

## Класифікація
Розрахункові схеми розрізняють:
- за характером розташування елементів у просторі: одно-, дво- та тривимірні;
- за видом невідомих: дискретні, дискретно-континуальні та континуальні;
- за видом конструкцій, покладених в основу схеми: стрижневі, пластинчасті, оболонкові та масивні;
- за врахуванням інерційних сил: статичні та динамічні.

## Особливості вибору розрахункових схем
У розрахункових схемах не враховують багатьох другорядних особливостей об'єкту і виділяють чинники, найважливіші при його експлуатації.
Для одного і того ж об'єкту можна вибрати декілька розрахункових схем залежно від бажаного ступеня точності розрахунку та наявності відповідного математичного апарату. Чим точніше відповідає розрахункова схема дійсному об'єкту, тим складнішим буде його розрахунок.
Перехід від реального об'єкту до його розрахункової схеми — дуже відповідальний етап розрахунку. По-перше, спрощення, що внесені при переході до розрахункової схеми, повинні зробити прийнятною трудомісткість розрахунку, по-друге, вони повинні забезпечити достовірність отриманих результатів. Вибір розрахункових схем певною мірою відбиває рівень розвитку прикладної науки: будівельної механіки, опору матеріалів, теплотехніки чи іншої наукової дисципліни, на положеннях якої ґрунтуватиметься розрахунок.